# 大杨树站
大杨树站是位于内蒙古自治区呼伦贝尔市鄂伦春自治旗大杨树镇的一个铁路车站，邮政编码165456。车站建于1966年，有富西铁路经过该站，现办理客货运业务，车站及其上下行区间均未电气化。车站距离富裕站272公里，隶属中国铁路哈尔滨局集团加格达奇车务段，是四等站。

## 高考专列
大杨树镇是鄂伦春、达斡尔、鄂温克等少数民族聚居区，但由于《内蒙古自治区教育考试考点考场设置管理办法》规定区内高考考点原则上设置在旗（县）政府所在地，大杨树镇曾长期没有设置高考考点的资格，因此每年高考期间都有千余名考生需要前往135公里之外的鄂伦春自治旗政府所在地阿里河镇参加考试，但早期公路并不发达，考生需乘火车中途再转乘汽车前往考场。因此自2003年至2021年，哈尔滨铁路局每年高考期间均会加开本站至阿里河的高考学生临客，供参加高考学生及教师、家长乘用。
2022年4月14日，大杨树镇被内蒙古自治区招生考试委员会批准设立高考考点，该镇考生从此无须前往阿里河镇，而是在当地的大杨树第二中学参加高考，19年来共往返送运考生及家长3.4万余人次的高考专列也因此于2022年停运。